# Conrado I de Alemania
Conrado I (en alemán: Konrad, ca. 881-Weilburg, 23 de diciembre de 918), llamado el Joven, hijo del duque Conrado de Turingia y nieto por vía materna del emperador Arnulfo de Carintia, fue duque de Franconia desde 906 y rey de Francia Oriental desde 911 hasta su muerte en 918.
Accedió al trono de los francos orientales tras la muerte de Luis IV el Niño, último representante de la línea oriental de los descendientes de Carlomagno, elegido rey por los gobernantes de los ducados raíz de los francos orientales. Mantuvo una alianza con la Iglesia pero no fue reconocido por los ducados de Baviera, Lorena, Sajonia y Suabia, con los que estuvo enfrentado, y a los que intentó someter, aunque fracasó. Le sucedió Enrique I el Pajarero, su adversario más destacado pero que, según se cree, designado como sucesor por el propio Conrado al final de su reinado.
Fue el primer soberano después de la extinción de la rama carolingia en el reino de Francia Oriental, el primero en ser elegido por la nobleza y el primero en ser ungido, el único rey franco de la dinastía Conradina y el último monarca franco de Francia Oriental. Francia Oriental se convirtió, con su sucesor, el sajón Enrique I el Pajarero, en el reino de Sajonia (o de Germania), resucitado después de su desaparición y la integración de su territorio en el Imperio franco, bajo Carlomagno. Esa entidad política se convertirá, a partir de su hijo Otón I, e incluyendo con el tiempo varios reinos más, en el nuevo Imperio de Occidente, una federación de Estados, que acabará por denominarse «Sacro Imperio Romano Germánico».

## Biografía

### Primeros años

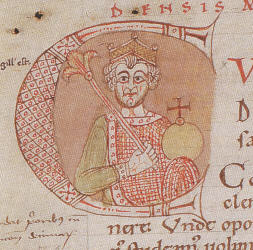
Iniciales de Conrado, Codex Eberhardi, Fulda,

Conrado, miembro de la dinastía de los conradinos, era hijo de Conrado el Viejo y de Glismonda, supuesta hija ilegítima del emperador Arnulfo de Carintia o pariente de su mujer Ota, madre a su vez de Luis el Niño.  Los conradinos eran condes en la región de Franconia de Lahngau, habían sido leales partidarios de los carolingios. Al mismo tiempo, competían vigorosamente por el predominio en Franconia con los hijos del duque babenbergiano Enrique de Franconia en el castillo de Bamberg. Su padre gobernaba varias propiedades en el Alto Rin alrededor de Worms, así como sobre las riberas del Lahn y del río Meno. En 892, Arnulfo le confió el gobierno de Turingia. Los últimos años de Conrado el Viejo estuvieron empañados por sangrientas divisiones con la casa de Babenberg (Popponidas). En 906, los dos partidos se enfrentaron cerca de Fritzlar. Conrado el Viejo fue asesinado, al igual que dos de los tres hermanos Babenberg. El rey Luis el Niño se puso del lado de los conradinos y el tercer hermano babenbergiano, Adalberto, fue arrestado y ejecutado poco después, a pesar de la promesa de salvoconducto del canciller del rey, el arzobispo Hatto I de Maguncia. Conrado se convirtió entonces en el duque  (dux) indiscutible de toda Franconia. Sin embargo, fracasó en sus intentos de extender el dominio de los conradinos sobre el oeste de Lotaringia después de la muerte de su tío, el Gebhard de Lotaringia (r. 903-910), enfrentado con la familia condal de los Girardidas. Desde esa posición, los conradianos rivalizaron con la dinastía Ludólfidas (otonianos) en el ducado de Sajonia. Luego, los conradinos pudieron continuar fortaleciendo su posición en Francia Oriental.

## Gobierno

Reino de Conrado I (en verde), con Lotaringia unida a Francia Occidental

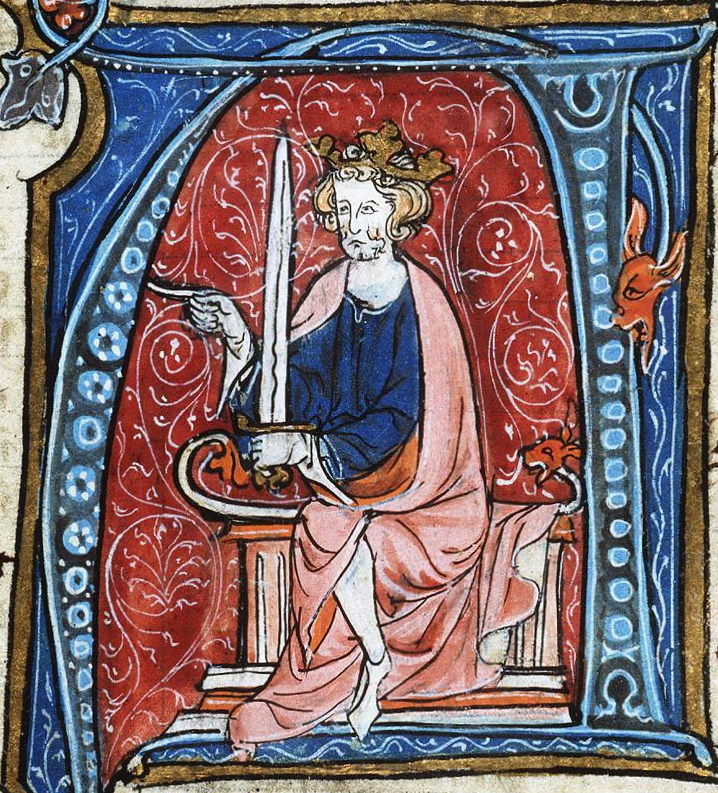
El rey Conrado I, Spieghel historiael,
Jacques van Maerlant, ca. 1330

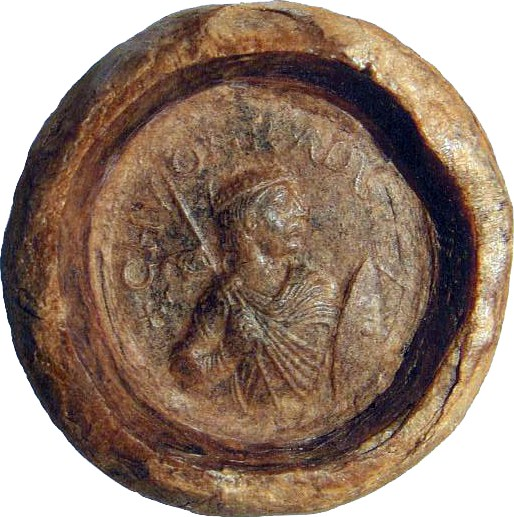
El sello del rey Conrado I.

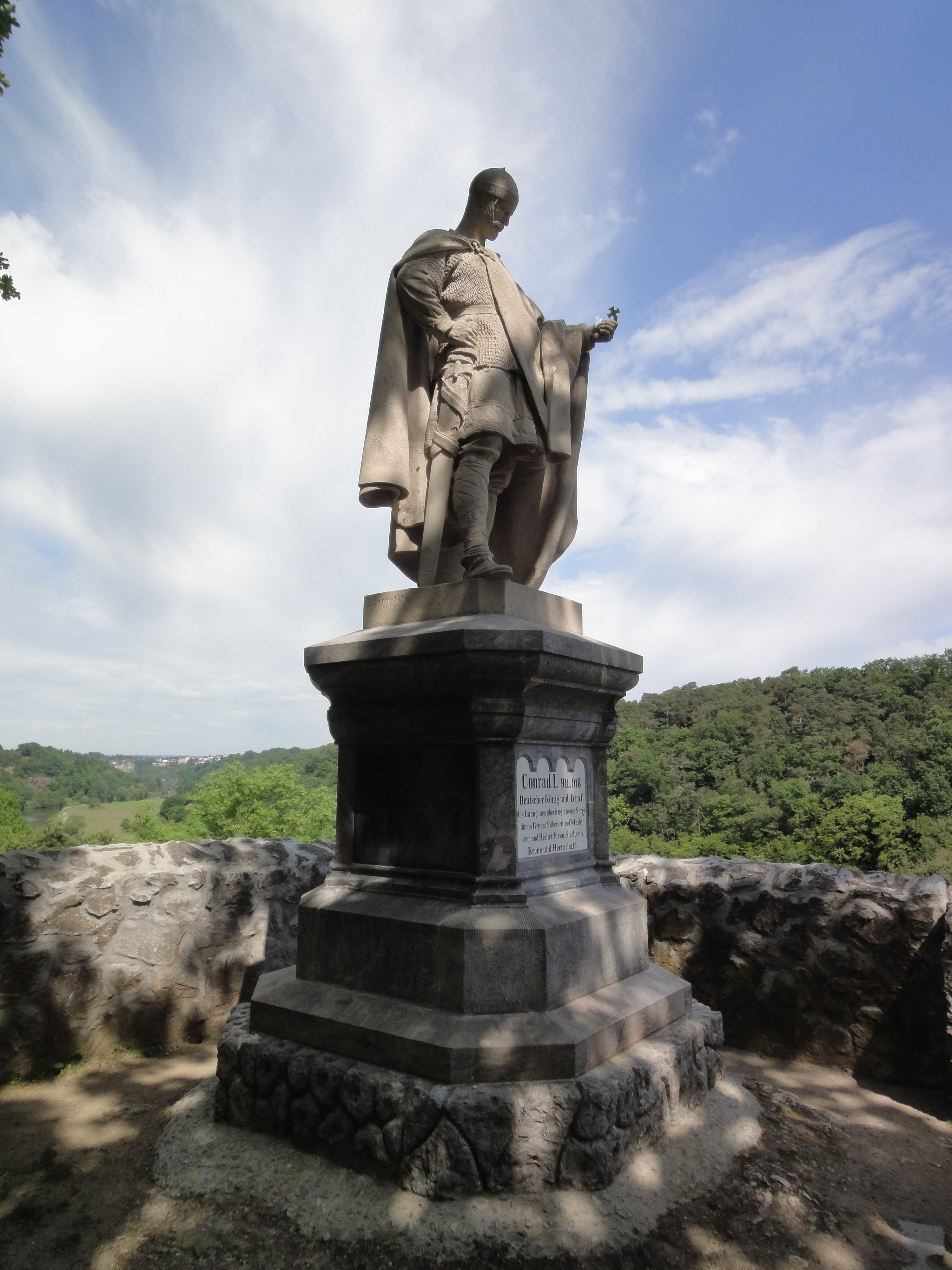
Monumento al rey Conrado en Villmar.

Después de la muerte de Luis el Niño a la edad de 18 años sin heredero, Conrado fue elegido rey de Francia Oriental el  10  de noviembre del 911 en Forchheim por los grandes de Sajonia, Suabia y Baviera. Los duques impidieron la sucesión al trono del pariente carolingio de Luis, Carlos el Simple, entonces rey de Francia Occidental. Eligieron al vástago de los conradinos, que estaba relacionado por vía materna con el difunto rey. Solo el rival de Conrado, Reginar, duque de Lotaringia, se negó a darle su lealtad y se unió a la Francia Occidental. El arzobispo Hatton de Maguncia y el obispo Salomón de Constanza tuvieron una influencia decisiva en esa elección contra los rivales Otón I de Sajonia y Arnulfo I de Baviera.
El reinado de Conrado fue una lucha continua y generalmente infructuosa para defender el poder del rey contra el creciente poder de los duques locales. Dado que Conrado I había sido uno de los duques, le resultó muy difícil establecer su autoridad sobre ellos. Tras la muerte en 910 del duque Gebhard de Lotaringia, los nobles de Lotaringia, liderados por el conde Régnier I de Hainaut, se rebelaron y se unieron al poder del rey de Francia Occidental, Carlos el Simple. Conrado dedicó los años 912 y 913 a dos campañas contra los rebeldes y Carlos el Simple que no tuvieron éxito. Lotaringia, con la ciudad imperial de Aix-la-Chapelle y la abadía de San Maximino de Tréveris, se perdió. El propio arzobispo Ratbod de Trier incluso se convirtió en canciller de los francos occidentales en 913.
El reino de Conrado también estuvo expuesto a las continuas  incursiones de los magiares desde la desastrosa derrota de las fuerzas bávaras en la batalla de Pressburg en 907, lo que provocó una disminución considerable de su autoridad.
Conrado se esforzó por continuar con la práctica de un poder central fuerte en la tradición de la realeza carolingia, confiando en la cancillería de Luis IV el Niño, en los dignatarios eclesiásticos, incluidos los arzobispos Heriger de Maguncia, el sucesor de Hatton, y Unni de Hamburgo, así como en las abadías imperiales. (Y a pesar de que tanto el arzobispo Radbod de Trier, como ya se ha mencionado, como su sucesor Rudgar permanecieron dentro de Francia Occidental e incluso fueron cancilleres del reino.)
El poder central de Francia Oriental perdió entonces suficiente autoridad para que los duques Arnulfo de Baviera y Enrique I de Sajonia, hijo de Otón I de Sajonia, así como Erchanger I de Suabia, se rebelaran y se independizaran. Y ello aun cuando en 913 Conrado I se había casado con Cunigunda,  viuda de Liutpold y hermana del conde  Erchanger  y madre del duque  Arnulfo de Baviera. (Conrado y Cunigunda tuvieron dos hijos, Cunigunda y Herman, ambos nacidos en 913.)
En 913 Erchanger se rebeló contra Conrado I, y en 914 capturó a Salomón III, obispo de Constanza, que era el principal consejero de Conrado. Erchanger fue exiliado pero aun así logró derrotar al ejército real en una batalla cerca del lago de Constanza.  En septiembre de 916, Conrado convocó un sínodo en Hohenaltheim, dirigido por el arzobispo Unni de Bremen, que condenó a Erchanger, a su hermano Berthold y a sus aliados que fueron ejecutados por orden suya el 21 de enero de 917. En Sajonia, parece que después de varios enfrentamientos armados, Conrado y el duque Enrique lograron encontrar un equilibrio entre ellos. Burchardo II, duque de Suabia (r. 917-926), exigió y recibió más autonomía. Arnulfo de Baviera pidió ayuda a los magiares en su levantamiento y, cuando fue derrotado, huyó a tierras magiares. Por ello fue condenado a muerte por traidor, pero el poderoso duque logró evitar la ejecución.
El rey Conrado  I murió sin hijos en diciembre de 918 en el castillo real de Weilburg, después de haber sido gravemente herido durante una campaña contra Arnulfo de Baviera. Conrado murió el 23 de diciembre de 918 en su residencia en el castillo de Weilburg. Fue enterrado en la  iglesia abacial de Fulda.
Las crónicas de Liutprando, Adalberto y Viduquindo —Res gestae saxonicae— registran que Conrado en su lecho de muerte persuadió a su hermano menor, el margrave (que se convirtió en duque a la muerte de Conrado) Eberhard de Franconia para que ofreciera la corona real al duque Enrique de Sajonia, que había sido uno de sus principales oponentes. Conrado estimaba que solo Enrique estaba en condiciones enfrentar las continuas incursiones magiares y apaciguar las disensiones entre los franconios y los sajones, y que él podía volver a unir la Baviera ducal y la Suabia meridional, así como Alsacia, a Francia Oriental, y así preservar la unidad del reino.
No fue hasta mayo de 919 cuando Eberhard y los otros nobles francos aceptaron el consejo de Conrado. La Dieta del Imperio, reunida en Fritzlar en mayo de 919, ratificó los últimos deseos de Conrado y consagró al duque Enrique, conocido como el Pajarero, como rey de Francia Oriental bajo el nombre de  Enrique I. Nominado por el hermano del difunto rey, Eberhard de Franconia, los duques rindieron homenaje a Enrique y él, a su vez, reforzó el control sobre sus dominios. La realeza cambió entonces de los francos a los sajones, quienes habían sufrido mucho durante las conquistas de Carlomagno y estaban orgullosos de su identidad.
Eberhard sucedió a Conrado como duque de Franconia, pero murió en 939 en la batalla de Andernach durante su rebelión contra el emperador Otón I. A partir de entonces, el ducado de Franconia se convirtió en una posesión imperial directa de la dinastía otoniana hasta 1024.